# Ronde van Spanje 2024
De Ronde van Spanje 2024 is een meerdaagse wielerwedstrijd die werd gereden van 17 augustus tot en met 8 september 2024. De wedstrijd werd verreden in Spanje en Portugal.
Het was de 79e editie van de Ronde van Spanje. De wedstrijd startte in de Portugese hoofdstad Lissabon en eindigde in Madrid. Titelverdediger in deze editie was de Amerikaan Sepp Kuss van Team Visma-Lease a Bike.
De ronde begon met drie etappes in Portugal met als eerste startplaats Lissabon. Deze stad was in 1997 ook al de start van de ronde en was toen tevens de allereerste buitenlandse startlocatie. Lissabon was overigens de vijfde buitenlandse startplaats in de geschiedenis van de ronde.
Het parcours van de ronde van 2024 was gekenmerkt door de vele heuvel- en bergetappes en de twee tijdritten (in de eerste en laatste etappe). Een aantal van de bekende beklimmingen die deze ronde werden beklommen waren de Pico Villuercas, Cuitu Negru, Lagos de Covadonga, Alto de Moncalvillo en de Picón Blanco. De laatste etappe finishte traditioneel in Madrid, maar in dit geval niet met de gebruikelijke massasprint, maar met een vlakke tijdrit.

## Etappe-overzicht
| Datum       | Etappe  | Start – finish                                         | Afstand (km) | Type                | Winnaar         | Ploeg                      | Klassementsleider |
| ----------- | ------- | ------------------------------------------------------ | ------------ | ------------------- | --------------- | -------------------------- | ----------------- |
| 17 augustus | 1       | Lissabon - Oeiras                                      | 12           | Individuele tijdrit | Brandon McNulty | UAE Team Emirates          | Brandon McNulty   |
| 18 augustus | 2       | Cascais - Ourém                                        | 191          | Heuvelrit           | Kaden Groves    | Alpecin-Deceuninck         | Wout van Aert     |
| 19 augustus | 3       | Lousã - Castelo Branco                                 | 182          | Heuvelrit           | Wout van Aert   | Team Visma-Lease a Bike    | Wout van Aert     |
| 20 augustus | 4       | Plasencia - Pico Villuercas                            | 167          | Bergrit             | Primož Roglič   | BORA-hansgrohe             | Primož Roglič     |
| 21 augustus | 5       | Fuente del Maestre - Sevilla                           | 170          | Vlakke rit          | Pavel Bittner   | Team dsm-firmenich PostNL  | Primož Roglič     |
| 22 augustus | 6       | Jerez de la Frontera - Yunquera                        | 181          | Bergrit             | Ben O'Connor    | Decathlon AG2R La Mondiale | Ben O'Connor      |
| 23 augustus | 7       | Archidona - Córdoba                                    | 179          | Heuvelrit           | Wout van Aert   | Team Visma-Lease a Bike    | Ben O'Connor      |
| 24 augustus | 8       | Úbeda - Cazorla                                        | 159          | Heuvelrit           | Primož Roglič   | BORA-hansgrohe             | Ben O'Connor      |
| 25 augustus | 9       | Motril - Granada                                       | 178          | Bergrit             | Adam Yates      | UAE Team Emirates          | Ben O'Connor      |
| 26 augustus | Rustdag | Rustdag                                                | Rustdag      | Rustdag             | Rustdag         | Rustdag                    | Rustdag           |
| 27 augustus | 10      | Ponteareas - Baiona                                    | 160          | Bergrit             | Wout van Aert   | Team Visma-Lease a Bike    | Ben O'Connor      |
| 28 augustus | 11      | Padrón - Padrón                                        | 164          | Heuvelrit           | Eddie Dunbar    | Team Jayco AlUla           | Ben O'Connor      |
| 29 augustus | 12      | Ourense - Estación de Montaña de Manzaneda (Manzaneda) | 133          | Heuvelrit           | Pablo Castrillo | Equipo Kern Pharma         | Ben O'Connor      |
| 30 augustus | 13      | Lugo - Puerto de Ancares                               | 171          | Bergrit             | Michael Woods   | Israel-Premier Tech        | Ben O'Connor      |
| 31 augustus | 14      | Villafranca del Bierzo - Villablino                    | 199          | Heuvelrit           | Kaden Groves    | Alpecin-Deceuninck         | Ben O'Connor      |
| 1 september | 15      | Infiesto - Cuitu Negru (Valgrande-Pajares)             | 142          | Bergrit             | Pablo Castrillo | Equipo Kern Pharma         | Ben O'Connor      |
| 2 september | Rustdag | Rustdag                                                | Rustdag      | Rustdag             | Rustdag         | Rustdag                    | Rustdag           |
| 3 september | 16      | Luanco - Lagos de Covadonga                            | 181          | Bergrit             | Marc Soler      | UAE Team Emirates          | Ben O'Connor      |
| 4 september | 17      | Arnuero - Santander                                    | 143          | Heuvelrit           | Kaden Groves    | Alpecin-Deceuninck         | Ben O'Connor      |
| 5 september | 18      | Vitoria-Gasteiz - Maeztu                               | 175          | Heuvelrit           | Urko Berrade    | Equipo Kern Pharma         | Ben O'Connor      |
| 6 september | 19      | Logroño - Alto de Moncalvillo (Daroca de Rioja)        | 168          | Heuvelrit           | Primož Roglič   | BORA-hansgrohe             | Primož Roglič     |
| 7 september | 20      | Villarcayo - Picón Blanco (Espinosa de los Monteros)   | 188          | Bergrit             | Eddie Dunbar    | Team Jayco AlUla           | Primož Roglič     |
| 8 september | 21      | Distrito Telefónica - Madrid                           | 22           | Individuele tijdrit | Stefan Küng     | Groupama-FDJ               | Primož Roglič     |

## Klassementenverloop
| Etappe      | Winnaar         | Algemeen klassement | Puntenklassement | Bergklassement   | Jongerenklassement | Ploegenklassement          | Strijdlust       |
| ----------- | --------------- | ------------------- | ---------------- | ---------------- | ------------------ | -------------------------- | ---------------- |
| 1           | Brandon McNulty | Brandon McNulty     | Brandon McNulty  | niet uitgereikt  | Mathias Vacek      | UAE Team Emirates          | niet uitgereikt  |
| 2           | Kaden Groves    | Wout van Aert       | Kaden Groves     | Stefan Küng      | Mathias Vacek      | UAE Team Emirates          | Luis Ángel Maté  |
| 3           | Wout van Aert   | Wout van Aert       | Wout van Aert    | Luis Ángel Maté  | Mathias Vacek      | UAE Team Emirates          | Xabier Isasa     |
| 4           | Primož Roglič   | Primož Roglič       | Wout van Aert    | Sylvain Moniquet | Antonio Tiberi     | UAE Team Emirates          | Pablo Castrillo  |
| 5           | Pavel Bittner   | Primož Roglič       | Wout van Aert    | Sylvain Moniquet | Antonio Tiberi     | UAE Team Emirates          | Ibon Ruiz        |
| 6           | Ben O'Connor    | Ben O'Connor        | Wout van Aert    | Sylvain Moniquet | Florian Lipowitz   | Decathlon AG2R La Mondiale | Ben O'Connor     |
| 7           | Wout van Aert   | Ben O'Connor        | Wout van Aert    | Sylvain Moniquet | Antonio Tiberi     | Decathlon AG2R La Mondiale | Xabier Isasa     |
| 8           | Primoz Roglic   | Ben O'Connor        | Wout van Aert    | Primoz Roglic    | Antonio Tiberi     | Decathlon AG2R La Mondiale | Oier Lazkano     |
| 9           | Adam Yates      | Ben O'Connor        | Wout van Aert    | Adam Yates       | Florian Lipowitz   | UAE Team Emirates          | Adam Yates       |
| 10          | Wout van Aert   | Ben O'Connor        | Wout van Aert    | Adam Yates       | Florian Lipowitz   | UAE Team Emirates          | Wout van Aert    |
| 11          | Eddie Dunbar    | Ben O'Connor        | Wout van Aert    | Adam Yates       | Florian Lipowitz   | UAE Team Emirates          | Xandro Meurisse  |
| 12          | Pablo Castrillo | Ben O'Connor        | Wout van Aert    | Adam Yates       | Carlos Rodríguez   | UAE Team Emirates          | Pablo Castrillo  |
| 13          | Michael Woods   | Ben O'Connor        | Wout van Aert    | Wout van Aert    | Carlos Rodríguez   | UAE Team Emirates          | Wout van Aert    |
| 14          | Kaden Groves    | Ben O'Connor        | Wout van Aert    | Wout van Aert    | Carlos Rodríguez   | UAE Team Emirates          | Jhonatan Narváez |
| 15          | Pablo Castrillo | Ben O'Connor        | Wout van Aert    | Wout van Aert    | Florian Lipowitz   | UAE Team Emirates          | Jay Vine         |
| 16          | Marc Soler      | Ben O'Connor        | Kaden Groves     | Jay Vine         | Carlos Rodríguez   | UAE Team Emirates          | Marc Soler       |
| 17          | Kaden Groves    | Ben O'Connor        | Kaden Groves     | Jay Vine         | Carlos Rodríguez   | UAE Team Emirates          | Xabier Isasa     |
| 18          | Urko Berrade    | Ben O'Connor        | Kaden Groves     | Marc Soler       | Carlos Rodríguez   | UAE Team Emirates          | Marc Soler       |
| 19          | Primož Roglič   | Primož Roglič       | Kaden Groves     | Marc Soler       | Mattias Skjelmose  | UAE Team Emirates          | Isaac del Toro   |
| 20          | Eddie Dunbar    | Primož Roglič       | Kaden Groves     | Jay Vine         | Mattias Skjelmose  | UAE Team Emirates          | Marc Soler       |
| 21          | Stefan Küng     | Primož Roglič       | Kaden Groves     | Jay Vine         | Mattias Skjelmose  | UAE Team Emirates          | niet uitgereikt  |
| Eindstanden | Eindstanden     | Primož Roglič       | Kaden Groves     | Jay Vine         | Mattias Skjelmose  | UAE Team Emirates          | Marc Soler       |

1e etappe ·
2e etappe ·
3e etappe ·
4e etappe ·
5e etappe ·
6e etappe ·
7e etappe ·
8e etappe ·
9e etappe ·
10e etappe ·
11e etappe ·
12e etappe ·
13e etappe ·
14e etappe ·
15e etappe ·
16e etappe ·
17e etappe ·
18e etappe ·
19e etappe ·
20e etappe ·
21e etappe
Startlijst · Eindstanden · Afbeeldingen
 winnaars · rode trui · 
 puntenklassement · 
 bergklassement · 
 combinatieklassement · 
 jongerenklassement · 
 ploegenklassement · 
 strijdlust

 Belgische leiderstruidragers · etappewinnaars

 Nederlandse leiderstruidragers · etappewinnaars
1935 · 1936 · 1937 · 1938 · 1939 · 1940 · 1941 · 1942 · 1943 · 1944 · 1945 · 1946 · 1947 · 1948 · 1949 · 1950 · 1951 · 1952 · 1953 · 1954 · 1955 · 1956 · 1957 · 1958 · 1959 · 1960 · 1961 · 1962 · 1963 · 1964 · 1965 · 1966 · 1967 · 1968 · 1969 · 1970 · 1971 · 1972 · 1973 · 1974 · 1975 · 1976 · 1977 · 1978 · 1979 · 1980 · 1981 · 1982 · 1983 · 1984 · 1985 · 1986 · 1987 · 1988 · 1989 · 1990 · 1991 · 1992 · 1993 · 1994 · 1995 · 1996 · 1997 · 1998 · 1999 · 2000 · 2001 · 2002 · 2003 · 2004 · 2005 · 2006 · 2007 · 2008 · 2009 · 2010 · 2011 · 2012 · 2013 · 2014 · 2015 · 2016 · 2017 · 2018 · 2019 · 2020 · 2021 · 2022 · 2023 · 2024 · 2025
Tour Down Under ·
Great Ocean Road Race ·
Ronde van de Verenigde Arabische Emiraten ·
Omloop Het Nieuwsblad ·
Strade Bianche ·
Parijs-Nice · 
Tirreno-Adriatico · 
Milaan-San Remo ·
Ronde van Catalonië ·
Classic Brugge-De Panne ·
E3 Saxo Classic ·
Gent-Wevelgem ·
Dwars door Vlaanderen ·
Ronde van Vlaanderen ·
Ronde van het Baskenland ·
Parijs-Roubaix ·
Amstel Gold Race ·
Waalse Pijl ·
Luik-Bastenaken-Luik ·
Ronde van Romandië ·
Eschborn-Frankfurt ·
Ronde van Italië ·
Critérium du Dauphiné ·
Ronde van Zwitserland ·
Ronde van Frankrijk ·
Clásica San Sebastián ·
Ronde van Polen ·
Bretagne Classic ·
BEMER Cyclassics ·
Renewi Tour ·
Ronde van Spanje ·
GP van Quebec ·
GP van Montreal ·
Ronde van Lombardije ·
Ronde van Guangxi